# Казка про котика і півника

Обкладинка книжки «Казка про котика і півника», видавництво А-БА-БА-ГА-ЛА-МА-ГА, 2008 рік, ілюстрації — Кость Лавро

«Казка про котика і півника» — українська народна казка. В казці розповідається про хитру Лисичку, яка викрала Півника і як його побратим Котик рятував.

## Сюжет
Котик і Півник живуть разом. Котик застерігає Півника, щоб той не покидав дому (іноді конкретно печі), поки Котика не буде.
Коли Котика немає вдома, Лисичка намагається виманити Півника, обіцяючи «золоту пшеницю, медяну водицю». Півник спершу відмовляється вийти. Тоді Лисичка розсипає зерно, яке Півник починає клювати та втрачає пильність. Лисичка хапає Півника та несе у свою хату. В деяких варіантах казки Котику двічі вдається врятувати Півника. Але врешті Лисичка забирає його до своєї хатки.
У Лисиччиній домівці лисенята починають обскубувати Півника. Котик вирушає туди й починає грати на «бандурці» (або скрипці чи гуслях). Лисичка виходить подивитися хто це грає, Котик б'є її по голові та ховає в мішок. Далі так само виходять лисенята і Котик усіх їх кидає в мішок, після чого б'є всіх разом палицею.
Визволивши Півника, Котик забирає його додому.

## Символізм

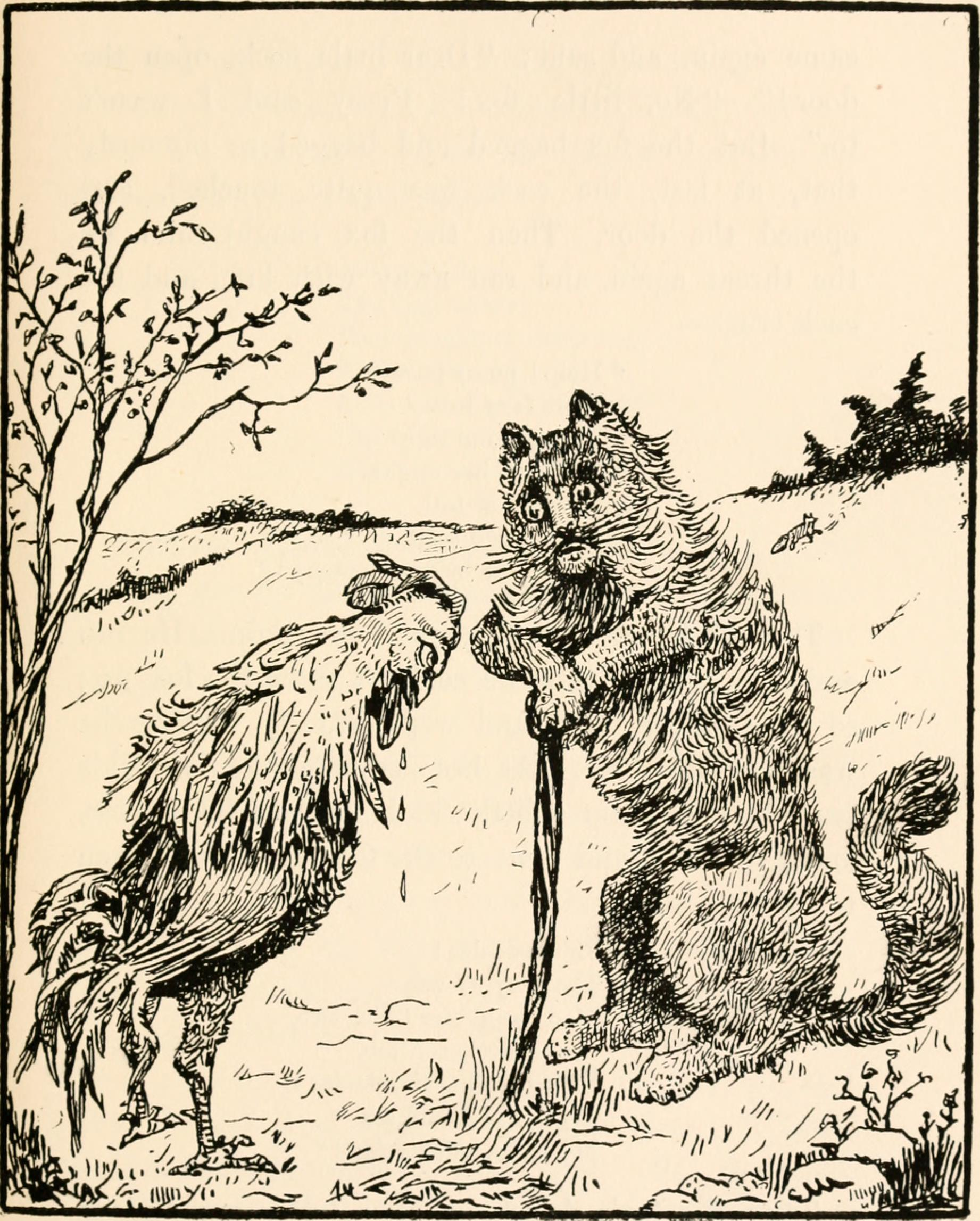
Ілюстрація з книги «Козацькі казки та народні перекази», 1902 рік

На думку українського фольклориста Віктора Давидюка, ця казка відображає мисливські замовляння, що виконувалися для вмотивування вбивства тварини. Лисиця як об'єкт мисливського промислу мусила бути «покарана» смертю за викрадення Півника. Зав'язкою сюжету слугує порушення Півником заборони покидати піч — символічне місце безпеки. Цікава риса казки полягає в використанні чоловічим персонажем (Півником) описів його наближення до потойбічного світу (Несе мене лиска за зелені ліски, за жовтії піски, за бистриї води, за високі гори!). За «ліски, піски, води та гори» в українських замовляннях посилали хвороби, і Півник, називаючи їх, двічі забезпечує собі порятунок завдяки допомозі Котика.
Згадується, що Котик, побачивши зникнення Півника, змайстрував собі «бандурку», на якій став грати перед будинком Лисички. Тут йдеться не про бандуру, а мисливський манок, схожий на маленький лук. Втративши з часом практичне значення, він став музичним інструментом.
Хоча казка має сліди мисливської обрядовості, вона порівняно пізня, бо тварини в ній мають постійне житло — отже, склалася вже в часи, коли сезонні стоянки кочових мисливців перестали бути основою господарства.

## Схожі за сюжетом казки
- «Казка про Наперстка» — словацька народна казка